# Skottdramat i Coburg 2003
Skottdramat i Coburg 2003 var ett försök till skolmassaker vid realskolan i  Coburg på morgonen den 2 juli 2003.

## Bakgrund
Florian K. sköt en skolpsykolog som försökte ta vapnet från honom. Enligt en polisrapport begick han sedan självmord genom att skjuta sig själv i huvudet. Innan han började skjuta visade han vapnet för andra elever.

## Perpetrator
Florian K. (namnet hemlighållet av nyhetskällor), gärningman och elev, avfirade sin Walther PPK-pistol mot läraren,. Vapnets ägare var hans far, som var med i en lokal skytteklubb. Medierna spekulerade om Florian var med i en satanistisk sekt och lyssnade på Dark Funeral.

### Fotnoter
1. ↑  Paterson, Tony (3 juli 2003). ”Pupil kills himself in school shooting”. The Independent (London). Arkiverad från originalet den 26 oktober 2012. https://web.archive.org/web/20121026025854/http://www.independent.co.uk/news/world/europe/pupil-kills-himself-in-school-shooting-585557.html. Läst 12 mars 2009.
2. ↑  ”Amoklauf - Schüler schießt auf Lehrerin und tötet sich danach selbst”. Arkiverad från originalet den 8 mars 2012. https://web.archive.org/web/20120308181515/http://www.stern.de/tv/sterntv/coburg-amoklauf-schueler-schiesst-auf-lehrerin-und-toetet-sich-danach-selbst-509976.html. Läst 16 december 2012.
3. ↑  Amoklauf an der Realschule in Coburg
4. ↑  ”Der Amokläufer von Coburg” (på tyska). Juli 2003. Arkiverad från originalet den 14 augusti 2003. https://web.archive.org/web/20030814235540/http://www.spiegel.de/sptv/magazin/0%2C1518%2C256016%2C00.html. Läst 12 mars 2009.
5. ↑  Studientage: „Sekten und dunkle Jugendkulturen“